# 錫亞喬克
錫亞喬克是哥倫比亞的城鎮，位於該國東北部，由博亞卡省負責管轄，距離首府通哈21公里，始建於1537年10月1日，面積124平方公里，海拔高度3,044米，2005年人口7,630。
5°30′N 73°14′W / 5.500°N 73.233°W